# وزارة الحدود وشؤون القبائل (أفغانستان)
وزارة الحدود والشؤون القبليَّة (بالبشتوية: د سرحدونو او قبایلو چارو وزارت)‏ (بالدرية: وزارت امور سرحدات، اقوام و قبایل) هي وزارة حكوميَّة في أفغانستان.
وزير الحدود والشؤون القبليَّة الحالي هو نور الله نوري، منذ تعيينه في المنصب 7 سبتمبر 2021.

## روابط خارجية
- الموقع الرسمي